# Ukrainas herrlandslag i futsal
Ukrainas herrlandslag i futsal representerar Ukraina i futsal för herrar.
Ukraina har deltagit fyra gånger i världsmästerskapet i futsal. Som bästa placering har man en fjärde plats i Världsmästerskapet i futsal 1996. I senaste Världsmästerskapet som var Världsmästerskapet i futsal 2012 åkte Ukraina ut i kvartsfinal mot Colombia med 3-1. Ukraina har också tagit två silver i Europamästerskapet i futsal.

## Spelartrupp
| Nr | Pos. | Namn               | Födelsedatum (ålder)      | Matcher | Mål |          | Klubb                  |
| -- | ---- | ------------------ | ------------------------- | ------- | --- | -------- | ---------------------- |
| 1  | MV   | Ievgen Ivanyak     | 28 september 1982 (30 år) |         |     | Ukraina  | MFK Lokomotiv Charkiv  |
| 2  | A    | Mykhaylo Romanov   | 21 juli 1983 (29 år)      |         |     | Ryssland | Politekh St Petersburg |
| 3  | F    | Stepan Struk       | 12 december 1984 (27 år)  |         |     | Ukraina  | Energia Lviv           |
| 4  | MF   | Sergiy Zhurba      | 14 mars 1987 (25 år)      |         |     | Ukraina  | MFK Lokomotiv Charkiv  |
| 5  | A    | Dmytro Sorokin     | 14 juli 1988 (24 år)      |         |     | Ukraina  | MFK Lokomotiv Charkiv  |
| 6  | MF   | Sergiy Cheporniuk  | 18 april 1982 (30 år)     |         |     | Ukraina  | Energia Lviv           |
| 7  | F    | Maksym Pavlenko    | 15 september 1975 (37 år) |         |     | Ukraina  | Energia Lviv           |
| 8  | A    | Ievgen Rogachov    | 30 augusti 1983 (29 år)   |         |     | Ukraina  | Energia Lviv           |
| 9  | MF   | Dmytro Fedorchenko | 31 maj 1986 (26 år)       |         |     | Ukraina  | MFK Lokomotiv Charkiv  |
| 10 | MF   | Petro Shoturma     | 27 juni 1992 (20 år)      |         |     | Ukraina  | Uragan Ivano-Frankivsk |
| 11 | A    | Denys Ovsiannikov  | 10 december 1984 (27 år)  |         |     | Ukraina  | Energia Lviv           |
| 12 | MV   | Kyrylo Tsypun      | 30 juli 1987 (25 år)      |         |     | Ukraina  | Uragan Ivano-Frankivsk |
| 13 | F    | Oleksandr Sorokin  | 13 augusti 1987 (25 år)   |         |     | Ukraina  | MFK Lokomotiv Charkiv  |
| 14 | MV   | Dmytro Lytvynenko  | 16 april 1987 (25 år)     |         |     | Ukraina  | MFK Lokomotiv Charkiv  |